# Роуздейл (Міссісіпі)
Роуздейл (англ. Rosedale) — місто (англ. city) в США, в окрузі Болівар штату Міссісіпі. Населення — 1584 особи (2020).

## Географія
Роуздейл розташований за координатами 33°51′39″ пн. ш. 91°2′32″ зх. д. / 33.86083° пн. ш. 91.04222° зх. д. (33.860900, -91.042335).  За даними Бюро перепису населення США в 2010 році місто мало площу 14,19 км², з яких 14,02 км² — суходіл та 0,16 км² — водойми.

## Демографія
Згідно з переписом 2010 року, у місті мешкали 1873 особи в 646 домогосподарствах у складі 456 родин. Густота населення становила 132 особи/км².  Було 697 помешкань (49/км²).
Расовий склад населення:
| - 86,5 % — чорних або афроамериканців - 12,8 % — білих - 0,1 % — корінних американців - 0,1 % — азіатів |

До двох чи більше рас належало 0,5 %. Частка іспаномовних становила 0,2 % від усіх жителів.
За віковим діапазоном населення розподілялося таким чином: 29,8 % — особи молодші 18 років, 60,4 % — особи у віці 18—64 років, 9,8 % — особи у віці 65 років та старші. Медіана віку мешканця становила 32,1 року. На 100 осіб жіночої статі у місті припадало 84,4 чоловіків;  на 100 жінок у віці від 18 років та старших — 82,6 чоловіків також старших 18 років.
Середній дохід на одне домашнє господарство  становив 27 579 доларів США (медіана — 18 153), а середній дохід на одну сім'ю — 32 982 долари (медіана — 21 691). Медіана доходів становила 24 250 доларів для чоловіків та 26 520 доларів для жінок. За межею бідності перебувало 50,4 % осіб, у тому числі 72,8 % дітей у віці до 18 років та 27,6 % осіб у віці 65 років та старших.
Цивільне працевлаштоване населення становило 412 особи. Основні галузі зайнятості: освіта, охорона здоров'я та соціальна допомога — 33,3 %, виробництво — 20,9 %, публічна адміністрація — 9,5 %, будівництво — 6,6 %.